# 大地牌
大地牌是一間歷史悠久的校褸品牌，由星華貿易公司獨家代理。
1950年代，有香港學校希望以統一款式的校褸取代學生自行購買的棉襖，豐昌順公司因以西裝作藍本，畫好紙樣交給上海大地公司生產，因而稱為大地牌。大地牌校褸最外層是絨質製作，顏色亦有多種選擇，曾經是香港的主要校褸品牌。國貨公司亦視大地牌校褸為鎮店三寶之一。
因為大地牌校褸硬實不暖，而且售價昂貴，近年已被多功能校褸取代。2003年，星華貿易曾大幅降低大地褸售價，但仍然被多功能校褸取代。2021年，九龍城昌記校服結業，絨質校褸免費任取仍然無人問津。2021年年底，豐昌順貨倉仍有二千多件大地牌校褸無法出售。

## 競爭對手
- 精英牌
- 鸚鵡牌